# Municipio de Richland (condado de Madison, Arkansas)
El municipio de Richland (en inglés: Richland Township) es un municipio ubicado en el condado de Madison en el estado estadounidense de Arkansas. En el año 2010 tenía una población de 567 habitantes y una densidad poblacional de 8,3 personas por km².

## Geografía
El municipio de Richland se encuentra ubicado en las coordenadas 36°1′20″N 93°50′9″O / 36.02222, -93.83583. Según la Oficina del Censo de los Estados Unidos, el municipio tiene una superficie total de 68.3 km², de la cual 68,11 km² corresponden a tierra firme y (0,28 %) 0,19 km² es agua.

## Demografía
Según el censo de 2010, había 567 personas residiendo en el municipio de Richland. La densidad de población era de 8,3 hab./km². De los 567 habitantes, el municipio de Richland estaba compuesto por el 97,18 % blancos, el 1,06 % eran amerindios, el 0,18 % eran de otras razas y el 1,59 % eran de una mezcla de razas. Del total de la población el 1,76 % eran hispanos o latinos de cualquier raza.